# Gulsjön, Hälsingland
Gulsjön är en sjö i Hudiksvalls kommun i Hälsingland och ingår i Harmångersån-Delångersåns kustområde. Sjön har en area på 0,107 kvadratkilometer och ligger 6,5 meter över havet.

## Delavrinningsområde
Gulsjön ingår i det delavrinningsområde (685376-158184) som SMHI kallar för Rinner mot N M Bottenhavets kustvatten. Medelhöjden är 18 meter över havet och ytan är 17,73 kvadratkilometer. Det finns inga avrinningsområden uppströms utan avrinningsområdet är högsta punkten. Avrinningsområdets utflöde mynnar i havet, utan att ha någon enskild mynningsplats. Avrinningsområdet består mestadels av skog (87 procent). Avrinningsområdet har 0,47 kvadratkilometer vattenytor vilket ger det en sjöprocent på 2,6 procent.